# Stanley Bruce

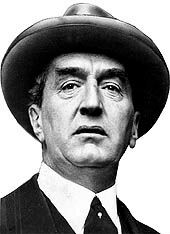
Stanley Melbourne Bruce

Stanley Melbourne Bruce, 1. Viscount Bruce of Melbourne (* 15. April 1883 in Melbourne, Victoria; † 25. August 1967 in London, England) war ein australischer Politiker und Diplomat und der 8. Premierminister des Landes. Seine Amtszeit dauerte vom 9. Februar 1923 bis zum 22. Oktober 1929.

## Leben

### Die Zeit bevor er Premierminister wurde (bis Februar 1923)
Stanley Bruce wurde in Melbourne als fünftes und jüngstes Kind von John Munro Bruce geboren. Sein Vater war ein bekannter Geschäftsmann schottischer Abstammung, welcher Miteigentümer einer Importfirma war. So war es Stanley Bruce möglich die Melbourne Grammar School zu besuchen, wo er sich geistig wie sportlich hervortat. Im Jahre 1901, in dem er auch seinen Schulabschluss machte, starb sein Vater. Nach knapp einjähriger Tätigkeit in dem Unternehmen, welches nunmehr ein älterer Bruder übernommen hatte, siedelte er zusammen mit seiner Mutter und Schwester nach London über. Im Januar 1903 nahm er sein Studium der Rechtswissenschaften am Trinity College der Universität Cambridge auf. Ein Jahr später war er Teilnehmer des traditionsreichen Boat Race. Nach Ende des Studiums 1906 wurde Stanley Bruce Anwalt (barrister) und leitet zudem die Londoner Dependance des Familienunternehmens.
1913 heiratete er Ethel Dunlop Anderson, eine gebürtige Melbournerin. Die Ehe blieb allerdings kinderlos.
Nach Ausbruch des Ersten Weltkriegs schloss sich Stanley Bruce als Freiwilliger den britischen Streitkräften an. Während der Schlacht von Gallipoli wurde er 1915 verwundet und kehrte daraufhin nach London zurück. Für seinen Kriegseinsatz erhielt er das Military Cross (Großbritannien) und das Croix de guerre mit Palme (Frankreich).
Im Jahr 1917 kehrte Stanley Bruce mit seiner Frau nach Melbourne zurück, wo er sich nach der gescheiterten Einführung der Wehrpflicht in Australien für die Rekrutierungskampagne einsetzte. In diesem Zusammenhang wurde die Nationalist Party of Australia (NAT) auf ihn aufmerksam. Schon am 11. Mai 1918 konnte er bei Nachwahlen als Kandidat dieser Partei den Wahlkreis Flinders gewinnen und ins Repräsentantenhaus einziehen. Bei den folgenden Parlamentswahlen im Dezember 1919 konnte er seinen Mandat verteidigen. Gut zwei Jahre später wurde er am 21. Dezember 1921 von Premierminister Billy Hughes als Finanzminister in dessen Kabinett berufen. Ein weiteres Jahr später verlor die Nationalist Party bei den Parlamentswahlen die absolute Mehrheit, so dass sie auf einen Koalitionspartner, die Country Party (CP) angewiesen war. Da diese allerdings Billy Hughes nicht akzeptierte, musste dieser Stanley Bruce den Parteivorsitz der Nationalist Party sowie das Amt des Premierministers überlassen.

### Die Zeit als Premierminister (Februar 1923 bis Oktober 1929)
Ein großes Verdienst Stanley Bruces war es seine Koalitionsregierung insgesamt 6 ½ Jahre aufrechtzuerhalten. Dazu arbeitete er eng und effektiv mit dem Parteivorsitzenden der Country Party (CP), Earle Page zusammen. Für seinen Machterhalt nutzte er zudem die zunehmende öffentliche Angst vor kommunistischen Tendenzen und aggressiven Gewerkschaften aus, welche sich infolge der russischen Oktoberrevolution von 1917 ausbreitete. Auf diese Weise konnte er die beiden folgenden Parlamentswahlen im November 1925 und 1928 wieder für sich entscheiden.
Stanley Bruces Ziel war es, vor allem in der Wirtschaftspolitik Akzente zu setzen und so entwickelte er ehrgeizige Pläne. Durch britische Einwanderer sollte zunächst die Arbeitskräftebasis Australiens verbreitert werden. Gleichzeitig wurden im verstärkten Umfang britische Investitionsgelder nach Australien geleitet, um auf diese Weise die bis dato noch recht einfach ausgeprägte Infrastruktur des Landes zu verbessern. Als Folge dessen wurden die wirtschaftliche Leistung sowie die Exporte gesteigert. Dabei ging Stanley Bruces Regierung auf starken Konfrontationskurs zu den Gewerkschaften. Diese Politik zeigte zwar Erfolg, wenngleich keinen durchschlagenden, da es ihm nicht möglich war eine Bevorzugung australischer Exporte innerhalb des Britischen Empire zu erreichen.
Daneben war es eine große innenpolitische Aufgabe der Regierung Bruce den Regierungssitz Australiens aus Melbourne nach Canberra zu verlegen, welches 1913 eigens für diesen Zweck gegründet wurde. Aufgrund des Ersten Weltkrieges kam es bei diesem Projekt immer wieder zu großen Verzögerungen. So wurde die Stadt nunmehr weiter entwickelt und ausgebaut. Schließlich konnte im Mai 1927 die Verlegung mit der feierlichen Einweihung des neuen Parlamentsgebäudes vollzogen werden.
Die Regierung Bruce stürzte am 10. September 1929 über den Versuch, angesichts der inzwischen stark verschlechterten wirtschaftlichen Lage, die Industriepolitik vom Bund auf Länder Australiens rückzuübertragen. Billy Hughes und 5 weitere Parlamentsmitglieder der Nationalist Party versagtem diesem Gesetzesvorhaben die Unterstützung und stimmten mit der oppositionellen Australian Labor Party (ALP).
Die dadurch notwendigen vorgezogenen Neuwahlen zum Repräsentantenhaus am 12. Oktober 1929 führten zu einer schweren Wahlniederlage Bruces. Er verlor bei diesen Wahlen sogar seinen eigenen Wahlkreis Flinders und ist somit der bislang einzige australische Premierminister dem dies passierte.

### Die Zeit nachdem er Premierminister war (ab Oktober 1929)
Bei den Parlamentswahlen im Dezember 1931 gewann Stanley Bruce zwar sein Parlamentsmandat zurück, hatte aber aufgrund der Tatsache, dass Joseph Lyons als Oppositionsführer in die Wahlen gegangen war, keine Aussicht auf die Rückkehr ins Amt des Premierministers. Unter Joseph Lyons, Premierminister seit dem 6. Januar 1932, erhielt Stanley Bruce allerdings einen Ministerposten. Diesen Posten gab er indes bereits 1933 zusammen mit seinem Parlamentsmandat auf, um als Hochkommissar Australiens nach London zu gehen, ein Amt, welches er für 12 Jahre bis nach Ende des Zweiten Weltkrieges 1945 ausübte. Damit endete aber nicht seine politische Laufbahn.
Am 18. März 1947 wurde Stanley Bruce als Viscount Bruce of Melbourne, of Westminster Gardens, in the City of Westminster in den erblichen Adelsstand erhoben und war damit der erste Australier, der einen Sitz im Britischen Oberhaus erhielt.
1945 wurde der Gründungsvorsitzender der Ernährungs- und Landwirtschaftsorganisation, einer UN-Sonderorganisation. Auch vertrat er daneben Australiens Interessen in verschiedenen anderen Organisationen der Vereinten Nationen.
Er war auch der erste Kanzler der Australian National University in Canberra, welche 1951 gegründet wurde. Bis 1961 blieb er mit dieser Aufgabe betraut.
Knapp ein halbes Jahr nach seiner Frau verstarb er am 25. August 1967 in London, England. Da er keine Kinder hatte, erlosch sein Adelstitel bei seinem Tod. Ihm zu Ehren ist das Kap Bruce in der Antarktis benannt.